# Megarctosa melanostoma
Megarctosa melanostoma là một loài nhện trong họ Lycosidae.
Loài này thuộc chi Megarctosa. Megarctosa melanostoma được Cândido Firmino de Mello-Leitão miêu tả năm 1941.